# 保罗·伯吉斯
保罗·伯吉斯（英語：Paul Burgess，1979年8月14日—），澳大利亚男子竞技体操、田径运动员。他曾代表澳大利亚参加1998年、2002年和2006年英联邦运动会田径比赛，获得二枚银牌。他也曾参加2000年、2004年和2008年夏季奥林匹克运动会。